# Concerto per corno e orchestra n. 1
Il concerto per corno e orchestra n. 1 in Re maggiore K 412 (K6 386b) è il primo dei quattro concerti (K 417, K 447, K 495) scritti da Wolfgang Amadeus Mozart per corno ed orchestra e consta di due soli movimenti che le ultime ricerche considerano come brani giustapposti e non pensati per far parte della stessa opera.

Il concerto venne scritto per Joseph Ignaz Leutgeb uno degli amici che starà vicino a Mozart sino alla sua morte e che era già stato elemento dell'orchestra di corte di Salisburgo. 
La prima parte è un allegro dove il primo episodio del corno appare dopo una introduzione orchestrale. Il corno e l'orchestra si accompagnano scambievolmente interrompendosi più volte ed in modo via via più energico.

La seconda parte è nuovamente un allegro che sul finire si tramuta in rondò sullo "stile di caccia" al quale il corno era legato prima delle innovazioni apportate allo strumento nel XIX secolo.

Mozart non si fa intimidire e, nonostante le oggettive limitazioni dello strumento, ne individua subito il suo utilizzo virtuosistico.

## Curiosità
La partitura reca fra i pentagrammi divertenti commenti che Mozart scrive per l'amico Leutgeb che doveva essere impegnato allo spasimo dalle richieste virtuosistiche del compositore.

All'inizio della parte riservata al corno annota "Adagio" quale invito all'amico a prendere con la dovuta cautela l'interpretazione del pezzo. Sempre in italiano continua poi con le seguenti note: "A lei Signor Asino; animo; presto; coraggio; oh, che stonatura; ohimè; respira un poco; avanti, avanti; oh, porco infame; e vieni a seccarmi per la quarta; oh, maledetto; anche bravura?; bravo; ah! trillo di pecore; finisci?" Al termine del brano quale moto di liberazione annota "Grazie al ciel! basta, basta!".